# مارك كوبر
مارك كوبر (بالإنجليزية: Mark Cooper)‏ (5 أبريل 1967 بواتفورد في المملكة المتحدة - ) هو لاعب كرة قدم بريطاني في مركز الهجوم. لعب مع توتنهام هوتسبير وشروزبري تاون وكامبريدج يونايتد ونادي بارنت ونادي غيلينغهام ونادي ليتون أورينت ونادي نورثامبتون تاون وويلينج يونايتد.

## وصلات خارجية
- مارك كوبر على موقع قاعدة بيانات كرة القدم.إي يو (الإنجليزية)